# Easy Love
"Easy Love" is de debuutsingle van de Britse muzikant Sigala. De single bevat enkele samples van het nummer "ABC" van de Jackson 5. Het nummer kwam uit op 4 september 2015 als muziekdownload in Engeland. "Easy Love" kwam binnen op plek nummer 74 in de Engelse hitlijsten en stroomde al na één week door naar de nummer-1 positie.

## Tracklijst
| Nr. | Titel     | Duur |
| --- | --------- | ---- |
| 1.  | Easy Love | 3:50 |

## Hitnoteringen

### Nederlandse Top 40
| Hitnotering: 12-09-2015 t/m 23-01-2016 | Hitnotering: 12-09-2015 t/m 23-01-2016 | Hitnotering: 12-09-2015 t/m 23-01-2016 | Hitnotering: 12-09-2015 t/m 23-01-2016 | Hitnotering: 12-09-2015 t/m 23-01-2016 | Hitnotering: 12-09-2015 t/m 23-01-2016 | Hitnotering: 12-09-2015 t/m 23-01-2016 | Hitnotering: 12-09-2015 t/m 23-01-2016 | Hitnotering: 12-09-2015 t/m 23-01-2016 | Hitnotering: 12-09-2015 t/m 23-01-2016 | Hitnotering: 12-09-2015 t/m 23-01-2016 | Hitnotering: 12-09-2015 t/m 23-01-2016 |
| Week:                                  | 1                                      | 2                                      | 3                                      | 4                                      | 5                                      | 6                                      | 7                                      | 8                                      | 9                                      | 10                                     | 11                                     |
| -------------------------------------- | -------------------------------------- | -------------------------------------- | -------------------------------------- | -------------------------------------- | -------------------------------------- | -------------------------------------- | -------------------------------------- | -------------------------------------- | -------------------------------------- | -------------------------------------- | -------------------------------------- |
| Positie:                               | 21                                     | 15                                     | 11                                     | 6                                      | 3                                      | 3                                      | 2                                      | 4                                      | 6                                      | 7                                      | 6                                      |
| Week:                                  | 12                                     | 14                                     | 15                                     | 16                                     | 17                                     | 18                                     | 19                                     | 20                                     | 21                                     |                                        |                                        |
| Positie:                               | 9                                      | 10                                     | 10                                     | 10                                     | 12                                     | 14                                     | 17                                     | 20                                     | 32                                     | uit                                    |                                        |

### NederlandseSingle Top 100
| Hitnotering: 05-09-2015 t/m 12-03-2016 | Hitnotering: 05-09-2015 t/m 12-03-2016 | Hitnotering: 05-09-2015 t/m 12-03-2016 | Hitnotering: 05-09-2015 t/m 12-03-2016 | Hitnotering: 05-09-2015 t/m 12-03-2016 | Hitnotering: 05-09-2015 t/m 12-03-2016 | Hitnotering: 05-09-2015 t/m 12-03-2016 | Hitnotering: 05-09-2015 t/m 12-03-2016 | Hitnotering: 05-09-2015 t/m 12-03-2016 | Hitnotering: 05-09-2015 t/m 12-03-2016 | Hitnotering: 05-09-2015 t/m 12-03-2016 | Hitnotering: 05-09-2015 t/m 12-03-2016 | Hitnotering: 05-09-2015 t/m 12-03-2016 | Hitnotering: 05-09-2015 t/m 12-03-2016 | Hitnotering: 05-09-2015 t/m 12-03-2016 | Hitnotering: 05-09-2015 t/m 12-03-2016 |
| Week:                                  | 1                                      | 2                                      | 3                                      | 4                                      | 5                                      | 6                                      | 7                                      | 8                                      | 9                                      | 10                                     | 11                                     | 12                                     | 13                                     | 14                                     | 15                                     |
| -------------------------------------- | -------------------------------------- | -------------------------------------- | -------------------------------------- | -------------------------------------- | -------------------------------------- | -------------------------------------- | -------------------------------------- | -------------------------------------- | -------------------------------------- | -------------------------------------- | -------------------------------------- | -------------------------------------- | -------------------------------------- | -------------------------------------- | -------------------------------------- |
| Positie:                               | 54                                     | 31                                     | 12                                     | 8                                      | 3                                      | 2                                      | 3                                      | 4                                      | 7                                      | 9                                      | 10                                     | 12                                     | 15                                     | 17                                     | 21                                     |
| Week:                                  | 16                                     | 17                                     | 18                                     | 19                                     | 20                                     | 21                                     | 22                                     | 23                                     | 24                                     | 25                                     | 26                                     | 27                                     | 28                                     |                                        |                                        |
| Positie:                               | 30                                     | 31                                     | 37                                     | 30                                     | 35                                     | 35                                     | 41                                     | 51                                     | 60                                     | 80                                     | 84                                     | 96                                     | 98                                     | uit                                    |                                        |

### 3FM Mega Top 50
| Hitnotering: 05-09-2015 t/m 30-01-2016 | Hitnotering: 05-09-2015 t/m 30-01-2016 | Hitnotering: 05-09-2015 t/m 30-01-2016 | Hitnotering: 05-09-2015 t/m 30-01-2016 | Hitnotering: 05-09-2015 t/m 30-01-2016 | Hitnotering: 05-09-2015 t/m 30-01-2016 | Hitnotering: 05-09-2015 t/m 30-01-2016 | Hitnotering: 05-09-2015 t/m 30-01-2016 | Hitnotering: 05-09-2015 t/m 30-01-2016 | Hitnotering: 05-09-2015 t/m 30-01-2016 | Hitnotering: 05-09-2015 t/m 30-01-2016 | Hitnotering: 05-09-2015 t/m 30-01-2016 | Hitnotering: 05-09-2015 t/m 30-01-2016 |
| Week:                                  | 1                                      | 2                                      | 3                                      | 4                                      | 5                                      | 6                                      | 7                                      | 8                                      | 9                                      | 10                                     | 11                                     | 12                                     |
| -------------------------------------- | -------------------------------------- | -------------------------------------- | -------------------------------------- | -------------------------------------- | -------------------------------------- | -------------------------------------- | -------------------------------------- | -------------------------------------- | -------------------------------------- | -------------------------------------- | -------------------------------------- | -------------------------------------- |
| Positie:                               | 41                                     | 12                                     | 13                                     | 7                                      | 3                                      | 4                                      | 3                                      | 4                                      | 6                                      | 7                                      | 8                                      | 10                                     |
| Week:                                  | 13                                     | 14                                     | 15                                     | 16                                     | 17                                     | 18                                     | 19                                     | 20                                     | 21                                     | 22                                     |                                        |                                        |
| Positie:                               | 10                                     | 8                                      | 10                                     | 10                                     | 10                                     | 14                                     | 18                                     | 18                                     | 28                                     | 42                                     | uit                                    |                                        |

## Releasedata
| Land                | Releasedatum     | Formaat        | Label             |
| ------------------- | ---------------- | -------------- | ----------------- |
| Ierland             | 4 september 2015 | Muziekdownload | Ministry of Sound |
| Verenigd Koninkrijk | 4 september 2015 | Muziekdownload | Ministry of Sound |